# Даян Фоссі
Даян Фоссі (англ. Dian Fossey; 16 січня 1932 — 26 грудня 1985) — етолог, приматолог і популяризатор охорони довкілля.
Народилась у Сан-Франциско (Каліфорнія, США), за освітою лікар, проте пізніше здобула ступінь доктора наук за спеціальністю «зоологія» у Кембриджському університеті.
Під час туристичної поїздки по Африці в 1963 році познайомилася з відомим зоологом і палеонтологом Луїсом Лікі, який згодом запропонував їй вивчати поведінку гірських горил (підвид східної горили) у тропічних лісах масиву Вірунга (англ. Virunga), що на межі Заїру, Руанди та Уганди. Тут вона вивчала поведінку гірських горил упродовж 18 років.
Даян Фоссі, фактично власними силами, активно боролася з браконьєрством на території Національного парку Вірунги, завжди намагалася привернути суспільну увагу до проблем охорони гірських горил. У 1975 році вона взяла участь у створенні фільму «У пошуках гігантських мавп» (1975) Національного географічного товариства. А в 1983 році вийшла її науково-популярна книга «Горили в тумані» (англ. Gorillas in the mist), що змінила погляди багатьох людей. Пізніше, в 1988 році, за мотивами цієї книги був знятий однойменний фільм з Сігурні Вівер у головній ролі.
Даян Фоссі була зарубана на смерть за допомогою катани місцевим браконьєром у своєму таборі у Вірунзі вночі 26 грудня 1985 року.